# Bassus columbianus
Bassus columbianus är en stekelart som först beskrevs av Günther Enderlein 1920.  Bassus columbianus ingår i släktet Bassus och familjen bracksteklar. Inga underarter finns listade.